# 出境卡
出境卡，是一种移民局官员使用的、提供给旅客用于确认和记录出发国家的文件。它也是一种非本国公民进入特定国家的符合健康与特征要求的声明。 出境卡可以与入境后获得的相对应的入境卡关联，在出境时向边检机构出示。

## 卡上的信息
卡上通常的信息的包括：
- 全名
- 国籍
- 护照号码
- 航班数字或飞机、船只、车辆的名称

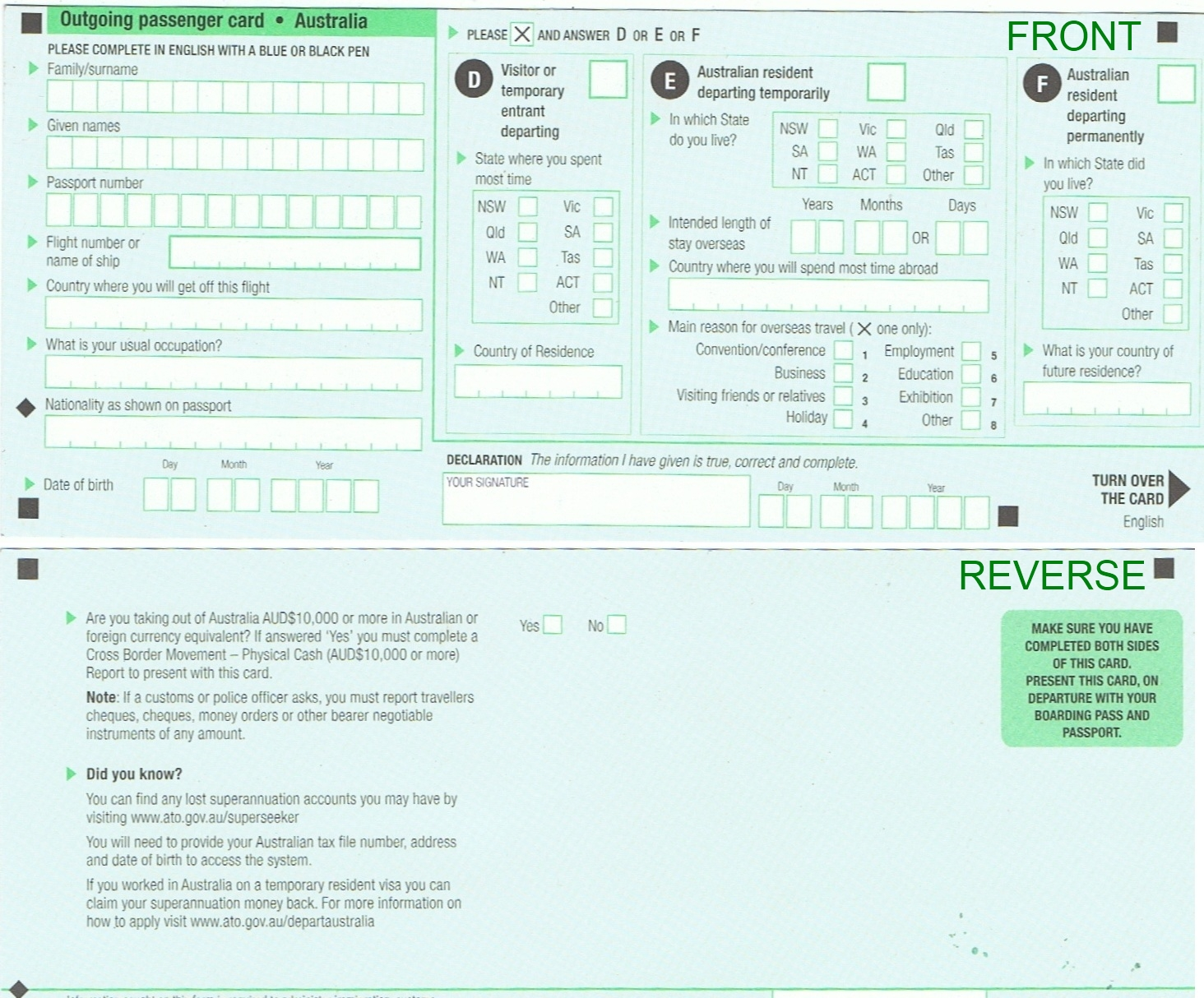
澳大利亚的出境卡

- 旅行目的：休假、教育/研究、探亲、商业、外交
- 停留时间
- 目的地(下一站)
- 所在国地址

旅行者也被要求签下姓名及日期并声明信息的真实、正确和完整。
乘坐国际航班的旅客要求填写离境卡需要一个有效的登机牌和护照，以便通过移民检查站。

## 停用、豁免和与入境卡的整合

### 东盟
若符合相应的区域，移民将使用一张包含到达和离开部分的并共享共同的序列/控制编号的卡，以便于识别。该旅客通常需要保留该卡在他的护照中，并使用相同的卡离境。一些区域支持这一系统，包括香港、澳门、马来西亚、新加坡、印度尼西亚、美国、巴西和泰国。 香港和澳门有入境卡中离境部分的副本，但航班号、下一个目的地和签名留空。而后六个国家有出境卡较短的部分，其需要的信息较少，它们达成一致，在与大多数东盟国家公民的出入境事务中，允许移民官员撕下一个部分。
在2009年和2010年之间，菲律宾还有一张部分关于出入境的卡片。所有的乘客，不论其国籍，都必须填写的入境部分和移民需要保留的出境部分。另一方面，菲律宾公民将在他们的下一个离开菲律宾的航班上填写一份单独的出境卡。在2011年，移民局恢复使用旧的卡片。
从2017年9月16日起，泰国人通过移民检查点离开/进入泰国不再需要出境卡或入境卡。

### 澳大利亚
2015年3月，布里斯班机场提供其乘客一个应用程序，用于在国际航站楼打印出境卡。
出境卡在澳大利亚在的完全停用是在2017年1月。多年来，该卡进行了精简化，并使用了不同的设计。直到2000年出境卡也随旅客护照加盖了移民离境日期和港口戳。

### 印度
从2017年7月起，印度人飞出印度豁免填写出境卡。豁免仅适用于通过机场的航空旅行。

### 美国
在美国，最常见的例子是I-94表格。並在2013年对其数位化，I-94表格的出境部分必须由旅客在逗留期间全程保留（护照管控官员通常会把这部分钉在护照上）。美国作为世界上少有的几个没有对出境旅客有正式的护照管控的国家，访客需要通过离境机场办理值机手续的柜台返还表格的这部分（如果通过航空离境）或向边境官员返还（如果从陆路离境）。在其2013年的数字化后，I-94表格分阶段从空运和海运入境方式中淘汰，而陆路方式，边境官员继续通过相连的数据库检查I-94表格。